# South Gifford (Misuri)
South Gifford es una villa ubicada en el condado de Macon en el estado estadounidense de Misuri. En el Censo de 2010 tenía una población de 50 habitantes y una densidad poblacional de 93,71 personas por km².

## Geografía
South Gifford se encuentra ubicada en las coordenadas 40°1′39″N 92°41′6″O / 40.02750, -92.68500. Según la Oficina del Censo de los Estados Unidos, South Gifford tiene una superficie total de 0.53 km², de la cual 0.53 km² corresponden a tierra firme y (0.49%) 0 km² es agua.

## Demografía
Según el censo de 2010, había 50 personas residiendo en South Gifford. La densidad de población era de 93,71 hab./km². De los 50 habitantes, South Gifford estaba compuesto por el 98% blancos, el 0% eran afroamericanos, el 0% eran amerindios, el 0% eran asiáticos, el 0% eran isleños del Pacífico, el 0% eran de otras razas y el 2% pertenecían a dos o más razas. Del total de la población el 0% eran hispanos o latinos de cualquier raza.